# Kurt Hennecke
Kurt Hennecke (geboren 12. Juli 1905; gestorben nach 1991) war ein deutscher Jurist.

## Leben
Hennecke studierte in Leipzig und Münster. Er wurde Mitglied der Burschenschaft Ghibellinia Leipzig (heute zu Hannover) und der Burschenschaft Rheno-Marchia Münster im Allgemeinen Deutschen Burschenbund. Die Rheno-Marchia ging 1960 in der Burschenschaft der Pflüger Halle zu Münster auf, der er fortan ebenfalls angehörte.
Zur Zeit des Nationalsozialismus wirkte Hennecke als Staatsanwalt beim Sondergericht Prag. Er war zeitweilig zudem in Allenstein, Essen und Paderborn tätig.
In der frühen Nachkriegszeit gab Hennecke während im Nürnberger Juristenprozess eine von ihm verfasste eidesstattliche Versicherung mit Datum vom 12. Mai 1947 gegen Günther Joel ab, der als einer von 16 Angeklagten wegen Beteiligung an Kriegsverbrechen und Verbrechen gegen die Menschlichkeit später zu zehn Jahren Zuchthaus verurteilt wurde.
In der Bundesrepublik Deutschland arbeitete Kurt Hennecke als Rechtsanwalt sowie als Senatspräsident beim Landessozialgericht Niedersachsen-Bremen in Celle.
Als Sozialgerichtsrat publizierte Hennecke 1959 Arbeitshilfen für die Prozesspraxis.

## Schriften
- Arbeitshilfen für die Prozesspraxis, Bd. 4: Sozialgerichtsverfahren, Otto Meissner Verlag, Schloss Bleckede an der Elbe 1959[3]